# Richard Aldington

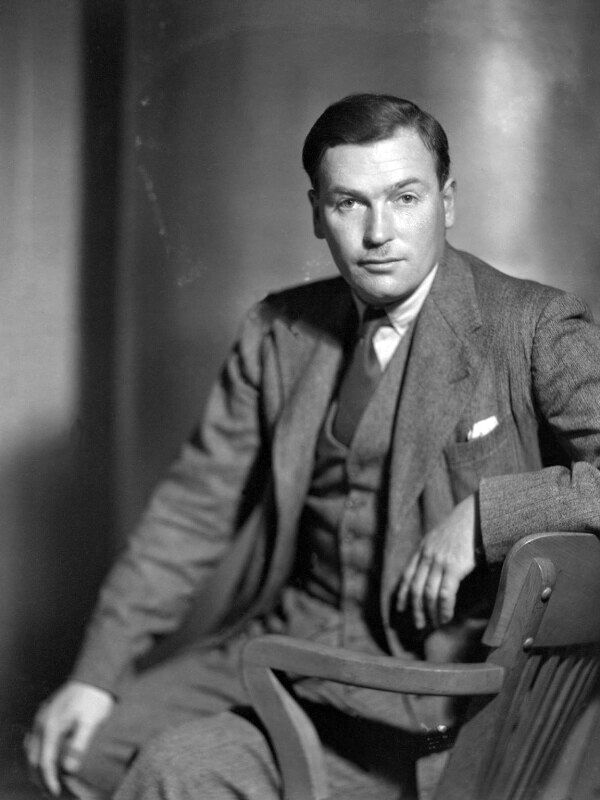
Aldington, 1931

Richard Aldington   (Portsmouth, 8 de juliol de 1892 - Sury-en-Vaux, 27 de juliol de 1962), el nom de pila del qual va ser Edward Godfree Aldington, va ser un escriptor i poeta britànic. Conegut per la seva poesia sobre la Primera Guerra Mundial, la seva novel·la "Mort d'un Heroi" (Death of a Hero) de 1929 i la creixent controvèrsia sobre la seva biografia de Thomas Edward Lawrence el 1955.

## Biografia
Aldington va néixer en Portsmouth i va ser educat al Dover College i a la Universitat de Londres; no va poder completar la seva graduació a causa de les circumstàncies financeres de la seva família.
La seva poesia va ser associada amb el grup anomenat Imaginista i la seva obra forma part de gairebé un terç de l'antologia inaugural Imaginista anomenada Des Imagistes (1914).
L'any 1915, Aldington i la seva esposa, la poetissa Hilda Doolittle, més coneguda com a H.D., es van traslladar a Londres. La seva relació es va tornar tirant per interessos romàntics externs i el fet que naixés mort el fill de tots dos. Entre els anys 1914 i 1916 va ser l'editor literiari de The Egoist. Va servir en el front occidental entre 1916 i 1918, però mai es va poder recuperar completament d'aquesta experiència.
Finalment, Aldington es va divorciar de la seva esposa el 1938. Havien estat separats des de 1919 i van mantenir diverses relacions posteriors; no obstant això van romandre com a amics per la resta de les seves vides.
La Mort d'un Heroi (Death of a Hero), publicada l'any 1929 va ser la seva resposta literària a la guerra...
El 1930 va publicar una traducció del Decameró pujada de to. El 1942, va començar a escriure biografies. La primera d'elles sobre Wellington anomenada El Duc: Fent un recompte de la vida i assoliments d'Arthur Wellesley, Primer Duc de Wellington.
El 1955 publica una biografia sobre Thomas Edward Lawrence (Lawrence d'Aràbia) que contenia moltes afirmacions controvertides, les quals amb el temps s'han provat reals, però la seva naturalesa iconoclasta va arruïnar la seva popularitat a Anglaterra, la qual mai es va poder recuperar completament.
Aldington va viure a la Provença, Montpeller i Aix-en-Provence. Va morir a França el 1962, poc després d'haver rebut honors i reconeixements a Moscou en ocasió del seu setantè aniversari.

## Obres
- Images (1910 – 1915) (1915) as Images - Old and New (1916) (US)
- Images of Desire (Elkin Mathews, 1919)
- Images of War (1919)
- War and Love: Poems 1915-1918 (1919)
- Greek Songs in the Manner of Anacreon (1919) translator
- A Book of 'Characters' from Theophrastus, Joseph Hall, Sir Thomas Overbury, *Nicolas Breton, John Earle
- Hymen (Egoist Press, 1921) with H. D.
- Medallions in Clay (1921)
- The Good-Humoured Ladies: A Comedy by Carlo Goldoni (1922) translator, with *Arthur Symons
- Exile and other poems (1923)
- Literary Studies and Reviews (1924) essays
- A Fool I' the Forest: A Phantasmagoria (1924) poem
- Voltaire (1925)
- French Studies and Reviews (1926)
- The Love of Myrrhine and Konallis: and other prose poems (1926)
- Cyrano De Bergerac, Voyages to the Moon and the Sun (1927)
- D. H. Lawrence: An Indiscretion (1927)
- Collected Poems (1928)
- Death of a Hero: A Novel (1929)
- The Eaten Heart (Hours Press, 1929) poems
- A Dream in the Luxembourg: A Poem (1930)
- At All Costs (1930)
- D. H. Lawrence: A Brief and Inevitably Fragmentary Impression (1930)
- Last Straws (1930)
- Two Stories (Elkin Mathews, 1930)
- Balls and Another Book for Suppression (1931)
- The Colonel's Daughter: A Novel (1931)
- Stepping Heavenward: A Record (1931) satire aimed at T. S. Eliot
- Soft Answers (1932) five short novels
- All Men Are Enemies: A Romance (1933)
- Last Poems of D. H. Lawrence (1933) edited with Giuseppe Orioli
- Poems of Richard Aldington (1934)
- Women Must Work: A Novel (1934)
- D. H. Lawrence (1935)
- Life Quest (1935) poem
- Life of a Lady: A Play in Three Acts (1936) with Derek Patmore
- The Crystal World (1937)
- Very Heaven (1937)
- Seven Against Reeves: A Comedy-Farce (1938) novel
- Rejected Guest (1939) novel
- W. Somerset Maugham; An Appreciation (1939)
- A Life of Wellington: The Duke (1946)
- The Romance of Casanova: A Novel (1946)
- The Strange Life of Charles Waterton 1782-1865 (1949)
- Ezra Pound and T. S. Eliot, A Lecture (Peacocks Press, 1954)
- A. E. Housman & W. B. Yeats: Two Lectures (Hurst Press, 1955)
- Introduction to Mistral (1956)
- Frauds (1957)
- Portrait of a Rebel: The Life and Work of Robert Louis Stevenson (1957)